# Dutch Open Telescope
Le Dutch Open Telescope est un télescope solaire optique possédant un miroir principal de 45 cm. Il se situe à l'observatoire du Roque de los Muchachos, sur l'île de La Palma, dans les Canaries.